# 기레정
기레정(일본어: 喜入町)은 일본 가고시마현 이부스키군의 옛 정이다. 2004년 11월 1일 가고시마시에 편입되어 자치체로서는 소멸했다. 1969년에 조업을 개시한 원유 비축기지 (현:기레 JX석유기지)가 있는 것으로 알려져 있었다. 사쓰마반도의 남동부에 위치하고 있었다. 

## 지리
사쓰마 반도의 남동부에 위치하고 있다. 기레정은 남북 16km, 동서 6.2km의 길쭉한 지형이며, 서쪽에는 가라스카봉, 아라, 오슌봉, 요시미봉 등의 산이 남북으로 이어져 있다.
전체적으로 평야가 적고 산지와 공원이 대부분을 차지하며, 대부분은 사쿠라지마의 폭발로 인한 화산쇄설물로 형성되어 있다.

## 역사
- 1889년 4월 1일 - 정촌제 시행에 의해 기레군 기레촌이 성립하였다.
- 1897년 4월 1일 - 기레군 기레촌이 이부스키군에 편입해 이부스키군 기레촌이 되었다.
- 1956년 10월 15일 - 정으로 승격해 기레정이 되었다.
- 2004년 11월 1일  - 요시다정·사쿠라지마정, 히오키군 마쓰모토정·고리야마정과 함께 가고시마시에 편입되었다.

## 인구
아래의 인구변천표는 『기레정 향토지』19페이지의 설명에 근거한 것이다.。
凡例
|  | 인구（명） |  | 세대수（대） |

| 1920년 | 12,020 |  |
| 1920년 | 2,827  |  |
| 1930년 | 12,935 |  |
| 1930년 | 2,856  |  |
| 1940년 | 12,847 |  |
| 1940년 | 2,684  |  |
| 1950년 | 17,541 |  |
| 1950년 | 3,648  |  |
| 1960년 | 14,562 |  |
| 1960년 | 3,678  |  |
| 1970년 | 11,764 |  |
| 1970년 | 3,881  |  |
| 1980년 | 12,574 |  |
| 1980년 | 4,326  |  |
| 1990년 | 12,518 |  |
| 1990년 | 4,400  |  |
| 2000년 | 12,802 |  |
| 2000년 | 4,828  |  |

## 교통

### 도로
- 국도 제226호선

## 참고 문헌
- 角川日本地名大辞典編纂委員会,『角川日本地名大辞典 鹿児島県』1983, 角川書店

1. ↑  喜入町郷土誌編集委員会 2004, 19쪽.